# Tasters (gruppo musicale)
I Tasters (precedentemente conosciuti come Taster's Choice) sono un gruppo metalcore italiano proveniente da Livorno.

## Storia
La band si forma nel 1999 con il nome di "Taster's Choice" e pubblica sotto questo appellativo due album, Shining nel 2005 e The Rebirth nel 2009.
Nel frattempo la band partecipa a numerosi concerti aprendo a gruppi come Cancer Bats, Thirty Seconds to Mars, Sonic Syndicate, Evergreen Terrace, Terror, Aiden, Texas in July, Of Mice & Men. Nel 2009 i Tasters cominciano a suonare fuori dall'Italia partecipando ad una tournée nel Regno Unito insieme agli scozzesi Bleed from Within e nel 2010 come headliner suonano per 30 date in Russia.
Nell'estate del 2011 il gruppo firma per la Nuclear Blast e nel settembre dello stesso anno pubblica il terzo album (il primo sotto il nome di Tasters) dal titolo Reckless Till the End.

## Stile musicale
Sotto il nome "Taster's Choice" il gruppo presentava un sound spiccatamente nu metal, con incursioni tribali (oltre il batterista il gruppo disponeva anche di un percussionista) ed elettroniche.
Con il cambio di nome il gruppo segna una svolta anche nelle genere suonato, abbandonando il nu metal a favore di sonorità metalcore con forti influenze di musica elettronica.

## Formazione

### Formazione attuale
- Manuel Manca - voce
- Fabrizio Pagni - tastiera, piano, seconda voce
- Luke Pezzini - chitarra
- Andrea Bessone - batteria

### Membri passati[2]
- Daniele Nelli - voce
- Marco Bassini - voce
- Mattia Biagini - basso
- Francesco Tonarini - percussioni
- Pietro Marsili - batteria
- Simone Fiori - chitarra
- Filippo Gherardi "Dj Plasma" - DJ console
- Carlo Cremascoli - basso
- Tommy Antonini - chitarra ritmica

## Discografia
- 2005 - Shining (Shark Records/Gencross Records)
- 2009 - The Rebirth (Bagana Records/Edel Music[3])
- 2011 - Reckless Till the End (Nuclear Blast)